# Malayopython reticulatus
Il pitone reticolato (Malayopython reticulatus (Schneider, 1801)) è un grande serpente della famiglia Pythonidae diffuso nell'Asia sud-orientale.
In termini di lunghezza è il serpente più lungo del mondo, raggiungendo di media i 6 metri, con rari casi di pitoni che superano i 7 metri. In termini di grandezza, è secondo solo all'anaconda verde, è quest'ultima infatti il più pesante e massiccio di tutti i serpenti.

## Descrizione

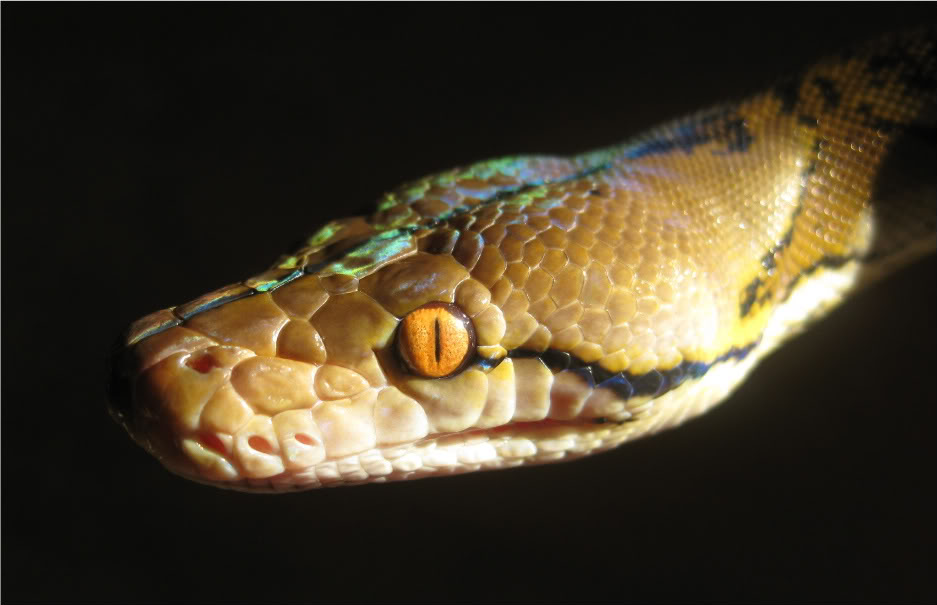
Dettaglio del capo

Il pitone reticolato è piuttosto sottile, con il capo grosso, spianato e staccato molto chiaramente dal collo. Visto da sopra il capo appare allungato con muso arrotondato e narici disposte lateralmente. La coda occupa circa il 13–14 % dell'intera lunghezza. Il rostrale è visibile da sopra. I praefrontalia anteriori sono parimenti grandi e più lunghi che larghi. Dietro segue una banda di squame irregolarmente formate, che verosimilmente rappresentano i praefrontalia posteriori. Il frontale stesso è grosso ed ovale e frequentemente diviso da una sutura. I supraocularia sono grossi e il più delle volte indivisi. I parietalia  numerosi e piccoli.
Questo pitone è il serpente più lungo del mondo, misurando da 4,5 a 8,5 metri, e anche uno dei più pesanti, arrivando fino a 160 kg. Ha il corpo giallo o dorato, a disegni neri, ed è ben fornito di fosse labiali termosensibili. È un abile nuotatore e arrampicatore, ma passa più tempo a terra che in acqua (al contrario della sua controparte sudamericana, l'anaconda), allontanandosi di rado dalla sua tana.

## Biologia
Il pitone reticolato vive in zone umide come le foreste pluviali e lo si può trovare in laghetti poco profondi o pozzanghere nelle foreste. Spesso si avvicina ai centri abitati attraverso i canali e le vie d'acqua, dove facilmente trova disponibili le prede più comuni di questi ambienti, i ratti.

### Alimentazione

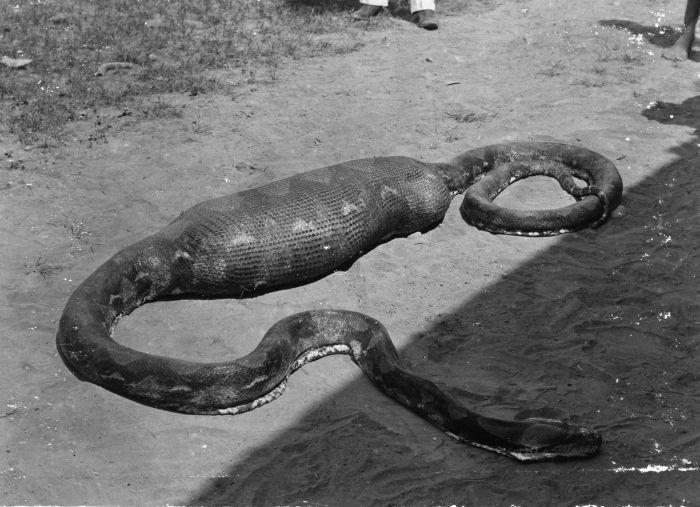
Un pitone mentre digerisce la sua preda

Il pitone reticolato si nutre di una grande varietà di prede, che spaziano dal topo all'antilope, passando per uccelli, sauri, serpenti, rane, grossi pesci e perfino coccodrilli fino ad una certa taglia. 

### Riproduzione
La femmina depone 50-70 uova che incuba in alberi cavi o camere sotterranee.

### Vita
Può anche raggiungere i 30 anni di età.

## Conservazione
I grossi esemplari sono sempre più rari, perché a lungo oggetto di caccia da parte dell'uomo che ne commerciava la pelle.